# Сауырбаева, Жумагуль Кошуаковна
Жумагуль Кошуаковна Сауырбаева (каз. Жұмагүл Сәуірбаева; 24 марта 1945, Пахтааральский район, Южно-Казахстанская область — 25 декабря 2010) — колхозница, бригадир хлопководческой бригады колхоза «Жулдыз» Пахтааральского района Чимкентской области, Казахская ССР. Герой Социалистического Труда (1980). Депутат Верховного Совета СССР 10-го созыва. Депутат Верховного Совета Казахской ССР.

## Биография
Трудовую деятельность начала в 1962 году в колхозе «Кызыл Жулдыз» (Красная звезда) Пахтааральского района. В 1965 году вступила в КПСС. С 1967 по 1970 год — трактористка колхоза «Жетысай», с 1970 года — бригадир хлопководческой бригады колхоза «Жулдыз» Пахтааральского района.
В 1971 году бригада Жумагуль Сауырбаевой собрало в среднем по 50 центнеров хлопка с каждого гектара. За эти выдающиеся достижения была награждена Орденом Ленина. Бригада ежегодно перевыполняла производственный план по сбору хлопка. В 1980 году удостоена звания Героя Социалистического Труда.
Избиралась депутатом Верховного Совета СССР 10-го созыва (1979—1984) и Верховного Совета Казахской ССР.
Скончалась в 2010 году.

## Награды
- Герой Социалистического Труда — указом Президиума Верховного Совета СССР от 3 марта 1980 года
- Орден Ленина — дважды
- Орден Трудового Красного Знамени
- Орден «Знак Почёта»
- Орден Отан
- Почётный гражданин Южно-Казахстанской области и Мактааральского района.